# Соцаго
Соцаго (итал. Sozzago) је насеље у Италији у округу Новара, региону Пијемонт.
Према процени из 2011. у насељу је живело 939 становника. Насеље се налази на надморској висини од 127 м.

## Становништво
Према резултатима пописа становништва 2011. у општини је живело 1.055 становника.
| 1931. | 1936. | 1951. | 1961. | 1971. | 1981. | 1991. | 2001. | 2011. |
| ----- | ----- | ----- | ----- | ----- | ----- | ----- | ----- | ----- |
| 1.224 | 1.172 | 1.165 | 1.108 | 875   | 694   | 732   | 859   | 1.055 |